# Jalajala
Jalajala là một đô thị hạng 5 ở tỉnh Rizal, Philippines. Theo điều tra dân số năm 2007, đô thị này có dân số 28.738 people.

## Barangay
Jala-jala được chia thành 11 barangay.
- Bagumbong
- Bayugo
- Khu vực 2
- Khu vực 3
- Lubo
- Pagkalinawan
- Palaypalay
- Punta
- Sipsipin
- Khu vực đặc biệt
- Paalaman